# マンスール・アブー＝バクル
マンスール・アブー＝バクル（アラビア語：الملك المنصور سيف الدين أبو بكر بن الملك الناصر محمّد بن الملك المنصور قلاوون الألفي الصالحي النجي　転写：al-Malik al-Manṣūr Sayf ad-Dīn Abu-Bakr b. al-Malik an-Nāṣir Muhammad b. al-Malik al-Manṣūr Qalāwūn al-Alfī as-Ṣālihī an-Najmī, 1321年頃 - 1341年）は、バフリー・マムルーク朝の第16代スルターン（在位：1341年）。

## 生涯
1331年に父ナースィル・ムハンマドはアブー＝バクルの弟アーヌークを後継者に指名していたが、1340年にアーヌークが没したため、アブー＝バクルが後継者に指名された。
1341年6月7日にアブー＝バクルはスルターンに即位する。翌7月に若年のアブー＝バクルを補佐するためにナースィルの治世に廃止されていたスルターンの代理職であるエジプト総督と財務を司るワズィール職が再び設けられた。同年8月にアブー＝バクルは執政のカウスーンによって廃位され、上エジプトに移された後に殺害された。カウスーンはアブー＝バクルの母親の夫であるエジプト総督トゥクズダムルを失脚させ、5歳のクジュクをスルターンに擁立した。